# 薩多韋 (蘇梅區)
51°0′4″N 34°10′48″E / 51.00111°N 34.18000°E
薩多韋（烏克蘭語：Садове）是位於烏克蘭東北部的村莊，由蘇梅州蘇梅區的比洛皮利亚市镇負責管轄。該村處於洛克尼亞河右岸，距離克莱诺韦和利迪内1.5公里，海拔高度175米，2001年人口52。